# Chevrolet 490
La 490 è un'autovettura compact prodotta dalla Chevrolet dal 1916 al 1922.

## Storia

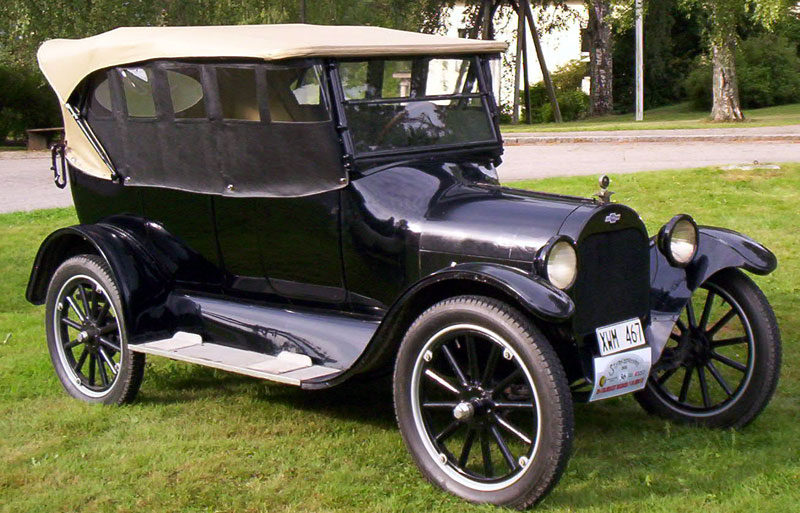
Una Chevrolet 490 torpedo del 1922

Il modello, che si collocava alla base della gamma Chevrolet, fu lanciato sui mercati ad un prezzo basso. L'obiettivo della casa automobilistica statunitense era infatti quello di far competere la 490 con la Ford Model T.
Le carrozzerie disponibili erano torpedo una o tre porte (era mancante la portiera del conducente), roadster una o tre porte, berlina tre porte (a cui si aggiunse, in seguito, la versione quattro porte), coupé due porte e furgonetta due porte. Nel 1917 e nel 1920 la vettura fu oggetto di un restyling. Nel 1921 venne aggiunta alla gamma una versione a telaio nudo, cioè senza carrozzeria, in modo tale da dare la possibilità al cliente di completare la vettura acquistata dal proprio carrozziere di fiducia.
La 490 era dotata di un motore a valvole in testa e quattro cilindri in linea da 2.802 cm³ di cilindrata che sviluppava 24 CV di potenza. La frizione era a cono, mentre i freni erano a nastro sulle ruote posteriori. Il cambio era a tre rapporti e la trazione era posteriore. Nel 1920 la potenza del motore crebbe a 26 CV.
Del modello ne furono prodotti, in totale, 627.619 esemplari.